# Dischistocalyx champluvieranus
Dischistocalyx champluvieranus är en akantusväxtart som beskrevs av J. Lejoly och S. Lisowski. Dischistocalyx champluvieranus ingår i släktet Dischistocalyx och familjen akantusväxter. Inga underarter finns listade i Catalogue of Life.